# Henrique Diez Botelho
Henrique Jorge Diez Botelho (Braga, 22 de março de 1978) foi um dos pilotos com melhor curriculum no karting português na década de 1990.

## Biografia
Depois de duas épocas de resultados promissores, Henrique Botelho foi finalmente campeão da Categoria Nacional (100cc) em 1993, título que viria a repetir no ano seguinte, quando era piloto oficial da prestigiada marca italiana DAP, que contou nas suas fileiras com pilotos como Ayrton Senna, Alessandro Nanini ou Stefano Modena.
Em 1996 foi convidado pela marca italiana Biesse para defender o título de Campeão Europeu da Categoria Intercontinental-A conquistado na época anterior, tendo-se qualificado em 7º lugar entre cerca de 250 pilotos participantes. Esta seria a sua última competição oficial, uma vez que após problemas de saúde do pai e do falecimento do seu mecânico, decidiu abandonar e dedicar-se ao curso de Engenharia Mecânica na Cardiff University no Reino Unido.